# Jumpin' Gene Simmons
Jumpin' Gene Simmons (10 de julio de 1933 - 29 de agosto de 2006) fue un cantante y compositor rockabilly conocido por su gran sencillo de novelty de 1964 "Haunted House."

## Biografía
Simmons nació como Gene Simmons en Tupelo, Misisipi y comenzó su carrera de grabaciones con la Sun Records en 1958 mientras actuaba como telonero de su compañero de sello Elvis Presley. La Sun sacó únicamente un sencillo de sus sesiones de grabación. Su primer y único Top 40 fue "Haunted House," una versión de una grabación de 1958 de Johnny Fuller que consiguió ser número 11 en el Billboard Hot 100 en 1964.
Gene Simmons, miembro de la banda Kiss eligió su nombre artístico en tributo al cantante

## Discografía
- Goin' Back to Memphis (1987)
- 706 Union Ave. And Beyond (1998)
- Haunted House: The Complete Jumpin' Gene Simmons on Hi Records (2001)
- Drinkin' Wine: The Sun Years, Plus (2006)